# Anoploderma peruvianum
Anoploderma peruvianum är en skalbaggsart som beskrevs av Dias 1986. Anoploderma peruvianum ingår i släktet Anoploderma och familjen långhorningar. Inga underarter finns listade i Catalogue of Life.